# Burrington (Herefordshire)
Burrington – wieś i civil parish w Anglii, w hrabstwie Herefordshire. W 2011 civil parish liczyła 138 mieszkańców. Burrington jest wspomniana w Domesday Book (1086) jako Boritune.